# Фітофарм (Бахмут)
ПрАТ «Фітофарм» — підприємство фармацевтичної промисловості, розташоване в місті Бахмут Донецької області, зайняте в галузі виробництва ліків.

## Історія
Підприємство засноване у 1974 році як «Артемівський фармацевтичний завод» з виробництва лікарських засобів з рослинних складників. У 1995 році підприємство перетворене у відкрите акціонерне товариство «Фітофарм». Здійснено модернізацію заводу. У 2011 році ВАТ «Фітофарм» перетворено в публічне акціонерне товариство. У 2014 році підприємство опинилося у зоні бойових дій. У ході військових дій завод не припиняв роботу і після визволення Артемівська від терористично-російських сил підприємство продовжило діяльність.

## Діяльність
Портфель компанії налічує більше 80 найменувань лікарських препаратів як рослинного, так і синтетичного походження, що застосовуються в хірургії, дерматології, ортопедії, педіатрії, кардіології, гінекології, терапії та інших областях сучасної медицини.
З 2010 року компанія експортує продукцію в країни Балтії, Грузію, Таджикистан, Азербайджан, Молдову. Завдяки успішним показникам роботи в 2014 році компанія була визнана гідною найвищої нагороди за досягнення у фармацевтичній галузі України «Панацея», здобувши почесний титул «Компанія року».